# Winter World University Games 2025/Shorttrack
Bei den Winter World University Games 2025 wurden neun Wettkämpfe im Shorttrack ausgetragen.

## Bilanz

### Medaillenspiegel
| Platz  | Land       | 00 | 00 | 00 | Gesamt |
| ------ | ---------- | -- | -- | -- | ------ |
| 1      | Südkorea   | 8  | 4  | 5  | 17     |
| 2      | China      | 1  | 3  | 1  | 5      |
| 3      | Japan      | –  | 2  | –  | 2      |
| 4      | Kasachstan | –  | –  | 2  | 2      |
| 5      | Frankreich | –  | –  | 1  | 1      |
| Gesamt | Gesamt     | 9  | 9  | 9  | 27     |

### Medaillengewinner

#### Männer
| Disziplin      | Gold                                                                            | Silber                                                   | Bronze |
| -------------- | ------------------------------------------------------------------------------- | -------------------------------------------------------- | --- |
| 500 m          | Kim Tae-sung                                                                    | Shōgo Miyata                                             | Lee Dong-hyun |
| 1000 m         | Kim Tae-sung                                                                    | Bae Seo-chan                                             | Lee Dong-hyun |
| 1500 m         | Kim Tae-sung                                                                    | Lee Dong-hyun                                            | Bae Seo-chan |
| 5000 m Staffel | ChinaLiu Guanyi Song Guixu Li Kun Zhang Tianyi (Finale) Zhu Yiding (Halbfinale) | JapanMikihiro Inoue Shōgo Miyata Daito Ochi Kei Shimmura | KasachstanSanjar Schanissow Aibek Termichan Dinmuchamedaldijar Taschibay Walerij Klimenko (Finale) Alischer Abulkatimow (Halbfinale) |

#### Frauen
| Disziplin      | Gold                                                                                   | Silber                                                                           | Bronze                                                                  |
| -------------- | -------------------------------------------------------------------------------------- | -------------------------------------------------------------------------------- | ----------------------------------------------------------------------- |
| 500 m          | Kim Gil-li                                                                             | Hao Weiying                                                                      | Seo Whi-min                                                             |
| 1000 m         | Kim Gil-li                                                                             | Seo Whi-min                                                                      | Hao Weiying                                                             |
| 1500 m         | Kim Gil-li                                                                             | Seo Whi-min                                                                      | Kim Geon-hee                                                            |
| 3000 m Staffel | SüdkoreaKim Geon-hee Seo Whi-min Lee Ji-a Kim Gil-li (Finale) Kim Eun-seo (Halbfinale) | ChinaXing Ailin Zhang Yan Song Yifei Hao Weiying (Finale) Lyu Wanyu (Halbfinale) | FrankreichAurélie Lévêque Cloé Ollivier Eva Grenouilloux Bérénice Comby |

#### Mixed
| Disziplin      | Gold | Silber | Bronze |
| -------------- | --- | --- | --- |
| 2000 m Staffel | SüdkoreaKim Gil-li Kim Tae-sung Kim Geon-hee (Viertelfinale und Finale) Lee Dong-hyun (Viertelfinale und Finale) Bae Seo-chan (Viertel- und Halbfinale) Seo Whi-min (Viertel- und Halbfinale) | ChinaLiu Guanyi Li Kun Zhang Yan (Halbfinale und Finale) Hao Weiying (Viertelfinale und Finale) Lyu Wanyu (Viertel- und Halbfinale) | KasachstanMalika Jermek Walerij Klimenko Dinmuchamedaldijar Taschibay Alina Äschighalijewa (Halbfinale und Finale) Jana Chan (Viertelfinale) |